# 하워드 마틴 테민
하워드 마틴 테민(영어: Howard Martin Temin, ForMemRS, 1934년 12월 10일 ~ 1994년 2월 9일)은 미국의 유전학자이다. 1975년에 종양 바이러스와 세포 유전물질의 상호작용을 발견한 공로로 데이비드 볼티모어, 레나토 둘베코와 함께 노벨 생리학·의학상을 수상했다.

## 수상 경력
- 1972년 : NAS Award in Molecular Biology
- 1974년 : 가드너 국제상
- 1974년 : 앨버트 래스커 기초 의학 연구상
- 1975년 : 노벨 생리학·의학상
- 1992년 : 미국 국가 과학상

## 회원
- 1988년 : 왕립학회 외국인 회원[1][2]